# Ledare (yrkesroll)
För andra betydelser, se Ledare.
En ledare är en person som strukturerar och överblickar arbetet och/eller levernet i en grupp människor. Gruppens storlek kan variera över en i princip obegränsad skala. Att vara ledare kan vara en yrkesroll. Chef är dock inte alltid samma sak som ledare, även om båda två är viktiga. Skillnaden på en ledare och en chef är främst att en bra ledare ska inspirera och motivera medan en chef är mer inriktad på direkt styrning av strategiska tillvägagångssätt och ekonomi. “Chefer gör saker rätt; ledare gör rätt saker”.
En ledare kan fylla många funktioner för en grupp eller organisation. Den främsta anledningen till att man har en ledare som en yrkesroll är att man vill förenkla beslut som skall tas inom gruppen. Det är också ett strukturerat sätt att effektivisera och fördela arbetsuppgifter mellan medlemmar.

## Kultur
Ledarens roll inom en kultur varierar, från att vara en självklar roll som växlar mellan medlemmarna, till olika extremformer där historien uppvisar diverse exempel, från Adolf Hitler till Mahatma Gandhi. På samma sätt varierar värderingen av ledarens arbete, och visst ledarskap kan ses som vilket jobb som helst, medan andra former – till exempel vissa typer av religiöst ledarskap – kan ses som uttryck för en sällsynt förmåga eller insikt hos ledaren. 

## Historia och teori
Från början av 1960-talet har ledarskapsforskningen utvecklats snabbt. En framstående forskare i detta fält har varit Henry Mintzberg. Han har på ett banbrytande sätt intresserat sig för vad en ledare egentligen gör i det dagliga arbetet. Han kommer bland annat fram till att en ledare måste kunna ta på sig vissa roller. Exempel på roller kan vara: informationsroller, beslutsroller, resursfördelars och förhandlare. En ledare behöver nödvändigtvis inte axla alla dessa samtidigt utan olika förhållanden och situationer kan kräva olika ledarskap. Vidare har han i sina studier konstaterat att toppcheferna bland annat utsätts för stor arbetsbörda, kortvariga, varierande och sönderstyckande aktiviteter, många avbrott i arbetet, ytlighet på grund av den breda arbetsbördan.
Brad Jackson & Ken Parry påstår även att ens uppväxt är väldigt avgörande för ens intresse för att bli eller studera ledarskap. Dock har de kommit fram till att de biologiskt medfödda förutsättningar för att bli en bra ledare endast utgörs till 30%. Resterande 70% är faktorer som man själv kan påverka. Jackson tar upp sin uppväxt som ett exempel. Den präglades av att hans pappa var militär vilket innebar att han fick byta skola ofta och kom därför ofta i nya miljöer. Det gjorde att Jackson blev expert på att smälta in i nya grupper och bli omtyckt. Han upptäckte tidigt att ett bra sätt att bli respekterad i den typen av grupp var att exempelvis göra mål på fotbollsmatcher. 
Det finns även studier som påvisar vissa skillnader i hur kvinnor och män är som ledare i sin yrkesroll och hur de skiljer sig i sitt ledarskap. Slutsatsen har dock ofta varit att det finns små skillnader . Ett problem är att personer med stort ansvar i hushållet inte har samma förutsättningar att avancera i sin karriär.

## Ledarroller
Henry Mintzberg tog fram tio olika ledarroller som kan delas in i tre olika huvudgrupper.
Interpersonella roller:
- Toppfigurer (agerar som en frontfigur för organisationen eller företaget, som utför sina plikter som chef eller ledare)
- Ledare (en roll som påverkar arbetsklimatet, som motiverar och vägleder de anställda)
- Förbindelseled (i den här rollen ska ledare skicka ut information utanför organisationen)

Informationsroller:
- Informationssökare och mottagare (detta är en roll som gör att ledare kan förstå vad som händer i organisationen, både problem och möjligheter)
- Informationssorterare (tar in information till organisationen utifrån och informerar de anställda)
- Talesman (en roll där ledaren uttalar sig åt organisationens vägnar, till exempel till media)

Beslutsroller:
- Initiativtagare (en person som agerar som en entreprenör, som utnyttjar nya möjligheter och skapar förändringar)
- Krishanterare (agerar för att lösa organisationens olika problem och kriser när de är för stora för att ignoreras)
- Resursfördelare (en roll där ledaren har ansvaret att disponera organisationens resursen)
- Förhandlare (en roll där ledaren ingår i organisations förhandlingar)[8]

## "Ledare" som politisk titel
I flera stater har nationens ledare påtagit sig mer eller mindre formella epitet med betydelsen "ledare", bland dem Benito Mussolini (il Duce), Adolf Hitler (führer, ersatte titeln rikspresident 1933–1945), Francisco Franco (el Caudillo), Ion Antonescu och Nicolae Ceaușescu (Conducător), samt Mao Zedong (den store rorsmannen).

## Exempel på ledare
- En ledare i ett politiskt parti brukar kallas "partiledare".
- Den romersk-katolska kyrkans ledare omnämns "påve".
- En ledare i ett företag brukar kallas för "chef" eller, om denna leder hela företaget eller en större avdelning,  "direktör". En driftsledare är ansvarig för den dagliga driften på företaget.